# 江南街道 (惠州市)
江南街道，是中华人民共和国广东省惠州市惠城区下辖的一个乡镇级行政单位。

## 行政区划
江南街道下辖以下地区：
祝屋巷社区、亚婆田社区、共建社区、埔前社区、上湖塘社区、园岭社区、下角村和七联村。